# Paraconiothyrium brasiliense
Paraconiothyrium brasiliense är en svampart som beskrevs av Verkley 2004. Paraconiothyrium brasiliense ingår i släktet Paraconiothyrium och familjen Montagnulaceae.   Inga underarter finns listade i Catalogue of Life.